# Hrabstwo Summit (Kolorado)
Hrabstwo Summit (ang. Summit County) – hrabstwo w stanie Kolorado w Stanach Zjednoczonych. Obszar całkowity hrabstwa obejmuje powierzchnię 619,278 mil2 (1 603,93 km²). Według danych z 2010 r. hrabstwo miało 27 994 mieszkańców. Hrabstwo powstało dnia 1 listopada 1861 roku, a jego nazwa pochodzi od dużej ilości szczytów górskich (ang. summit) znajdujących się na terenie tego hrabstwa.

## Sąsiednie hrabstwa
- Hrabstwo Grand (północ)
- Hrabstwo Clear Creek (wschód)
- Hrabstwo Park (południowy wschód)
- Hrabstwo Lake (południowy zachód)
- Hrabstwo Eagle (zachód)

## Miasta
- Blue River
- Breckenridge
- Dillon
- Frisco
- Montezuma
- Silverthorne

## CDP
- Copper Mountain
- Heeney
- Keystone